# Pseudocoremia monacha
Pseudocoremia monacha är en fjärilsart som beskrevs av Hudson 1938. Pseudocoremia monacha ingår i släktet Pseudocoremia och familjen mätare. Inga underarter finns listade i Catalogue of Life.